# Elizabeth Carvajal Millan
Elizabeth Carvajal Millán (Empalme, Sonora, 20 de octubre de 1972) es una investigadora y académica mexicana especializada en biopolímeros. Reconocida por su investigación sobre un método pionero para la administración oral de insulina como tratamiento para la diabetes tipo 1.

## Trayectoria académica
Estudió su licenciatura en químico biólogo con especialidad en tecnología de alimentos en la Universidad de Sonora. Obtuvo su grado de maestra en ciencias en el Centro de Investigación en Alimentación y Desarrollo en Chihuahua, México. Posteriormente, obtuvo su doctorado en ciencias de los alimentos (Science des Aliments) en la Escuela Nacional Superior Agronómica de Montpellier (École nationale supérieure agronomique de Montpellier) en Francia, con su trabajo de tesis Estudio de geles de arabinoxilanos de trigo: relación entre la estructura, las propiedades reológicas y la liberación controlada de proteínas.

## Investigación y distinciones
Su investigación se ha enfocado en el uso de arabinoxilanos, polisacáridos extraídos a partir de la fibra del maíz, especialmente como acarreadores de insulina para su administración oral, para liberar dicha sustancia en el colon. Con su trabajo se ha mejorado el vehículo para el transporte de insulina por el tracto digestivo, de manera que ésta no se pierda antes de que alcance las regiones del colon donde es absorbida. Este método de administración de insulina podría ser utilizada para el tratamiento de diabetes tipo 1 en fases tempranas, incluyendo en niños. Esta investigación ha recibido distinción internacional y fue seleccionada como portada del Journal of Applied Polymer Science, además de obtener el segundo lugar del Premio Dr. Gastón Madrid Sanchez en el área de biomedicina y química, de los Premios de Investigación en Salud 2019.
Obtuvo el segundo y tercer lugar nacional del Premio a las mujeres inventoras e innovadoras organizado por INMujeres, CONACyT, en 2007 y 2008, respectivamente. Actualmente es miembro del Sistema Nacional de Investigadores, Nivel III, en CONACyT; además de ser miembro de la Academia Mexicana de Ciencias y de pertenecer al Consejo Editorial Internacional de la Revista TECNOCIENCIA Chihuahua.
Además, ha dirigido investigaciones de estudiantes de posgrado, los cuales han recibido distinciones como mejor trabajo en el VII Congreso Internacional de Investigación Tijuana; y como primer lugar del Premio Dr. Gastón Madrid Sánchez, en el área de biomedicina y química, de los Premios de Investigación en Salud 2020.

## Patentes
- Adriana Morales Ortega, Elizabeth Carvajal Millán, Francisco Brown Bojorquez, Agustín Rascón Chu, Patricia Torres Chavez, Yolanda Leticia López Franco, Jaime Lizardi Mendoza, Ana Luisa Martínez López, Alma Rosa Toledo Guillén. Gel de arabinoxilanos ferulados acarreador de probióticos y proceso para su obtención. Patente Número 363115 (MX/2019/7447). Otorgada por el Instituto Mexicano de la Propiedad Industrial el 31 de octubre de 2018, hasta el 13 de febrero de 2034.
- Elizabeth Carvajal Millán, Agustín Rascón Chu, Jorge Alberto Márquez Escalante. Método para la obtención de goma de maíz a partir del líquido residual de la nixtamalización del grano de maíz. Patente Número 278768 (PA/a/2005/008124). Otorgada por el Instituto Mexicano de la Propiedad Industrial, el 7 de septiembre del 2010, hasta 29 de julio de 2025.